# Michnowicze (rejon iwacewicki)
Michnowicze (biał. Міхнавічы; ros. Михновичи) – wieś na Białorusi, w obwodzie brzeskim, w rejonie iwacewickim, w sielsowiecie Stajki, przy linii kolejowej Baranowicze – Brześć i drodze republikańskiej R2. Od wschodu i północy graniczy z Iwacewiczami.
W dwudziestoleciu międzywojennym leżały w Polsce, w województwie poleskim, w powiecie kosowskim/iwacewickim, do 1 stycznia 1926 w gminie Kosów, następnie w gminie Borki-Hiczyce/Iwacewicze. Po II wojnie światowej w granicach Związku Sowieckiego. Od 1991 w niepodległej Białorusi.